# Africallagma
Africallagma is een geslacht van libellen (Odonata) uit de familie van de waterjuffers (Coenagrionidae).

## Soorten
Africallagma omvat 10 soorten:
- Africallagma cuneistigma (Pinhey, 1969)
- Africallagma elongatum (Martin, 1907)
- Africallagma glaucum (Burmeister, 1839)
- Africallagma pallidulum Dijkstra, 2007
- Africallagma pseudelongatum (Longfield, 1936)
- Africallagma rubristigma (Schmidt, 1951)
- Africallagma sapphirinum (Pinhey, 1950)
- Africallagma sinuatum (Ris, 1921)
- Africallagma subtile (Ris, 1921)
- Africallagma vaginale (Sjöstedt, 1917)